# Shalala Lala
Shalala Lala is een single van de Nederlandse dance-act Vengaboys uit 2000. Het stond in hetzelfde jaar als eerste track op het album The Platinum Album, waar het de tweede single van was, na Kiss (When the Sun Don't Shine).

## Achtergrond
Shalala Lala is geschreven door Torben Lendager en Poul Dehnhardt en geproduceerd door Danski en DJ Delmundo. Het is een bewerking van het nummer Sha-La-La-La-La van The Walkers, welke in 1973 alleen in Denemarken een hit was. Het is een van Vengaboys' meest succesvolle nummers. Het stond in verschillende landen in de top 10. In Nieuw-Zeeland kwam het zelfs tot de eerste positie. De tweede positie werd behaald in de twee Nederlandse hitlijsten (de Top 40 en de Mega Top 100), de Vlaamse hitlijst en in Oostenrijk. Hoewel het nummer een groot succes was in Europa en Oceanië, haalde het geen notering in de Verenigde Staten.